# Міністр-президент
Міністр-президент (нім. Ministerpräsident, нід. Minister-president, фр. Ministre-président) — очільник уряду в деяких європейських країнах та федеральних регіонах, з парламентською чи президентсько-парламентською формою правління.

## Бельгія
У Бельгії міністр-президент (нід. Minister-president, фр. Ministre-président, нім. Ministerpräsident) є очільником урядів бельгійських регіонів (Валлонії, Фландрії та столичного регіону) або мовних спільнот (фламандськомовної, французькомовної та німецькомовної), але посада керівника бельгійського федерального уряду має назву прем'єр-міністр (нід. Eerste міністр, фр. Premier ministre, нім. Premierminister).
Відповідно до бельгійської конституції, міністри-президенти регіонів та мовних спільнот не призначаються королем, а призначаються своїми регіональними парламентами.

## Нідерланди
У Нідерландах міністр-президент (нід. Minister-president) є офіційна назва очільника уряду з 1983 року. Міністр-президент є «Перший серед рівних» в Раді міністрів, яку він очолює. Крім того, він представляє Нідерланди на міжнародній арені (у тій же Європейській раді).

## Німеччина
У Німеччині посада міністр-президента є у тринадцяти з шістнадцяти урядів федеральних земель. Оскільки конституція визначає Німеччину як Федеративну республіку, кожна німецька земля має свою конституцію. Усі міністри-президенти мають приблизно однакові повноваження у своїх землях, хоча існують також деякі відмінності між положеннями конституцій німецьких земель щодо очільників їх урядів. 
Посада міністра-президента є у федеральних землях: Баден-Вюртемберг, Баварія, Бранденбург, Гессен, Мекленбург-Передня Померанія, Нижня Саксонія, Північний Рейн-Вестфалія, Рейнланд-Пфальц, Саарланд, Саксонія, Саксонія-Ангальт, Тюрингія та Шлезвіґ-Гольштейн. У трьох інших німецьких землях посади очільників мають назви: керуючий мер Берліна, президент сенату та мер Бремену та перший мер Гамбурга.

## Норвегія
Відкун Квіслінґ, голова колабораційного уряду під час німецької окупації Норвегії, з 1942 по 1945 роки, мав титул міністра-президента (норв. ministerpresident).